# 錫布延海
12°40′00″N 122°30′00″E / 12.66667°N 122.50000°E
錫布延海（Sibuyan Sea）是位於菲律賓中央的一個小海域，分隔呂宋島與米沙鄢群島（Visayas）。南至班乃島(Panay)，西至民多羅島(Mindoro)，北至呂宋的比科爾半島(Bicol)。
錫布延海中有朗布隆島（Romblon）。太平洋戰争進行中的1944年10月24日，日軍與美軍在此地展開了錫布延海戰。武藏號戰艦於錫布延海沉沒。

錫布延海